# Undercity Recordings
Undercity Recordings var en inspelningsstudio som låg på 11164 Burbank Boulevard i North Hollywood i Los Angeles, Kalifornien i USA. Den grundades 1996 av indieproducenten och A&R-personen Baron Bodnar. Undercity Recordings beskrev sig själva som en väldigt privat inspelningsstudio som gärna rikatde in sig mot mindre kända artister och band, då främst inom indiegenren. Studion hade en årlig omsättning på mellan $500 000 till $1 000 000 och hade 5 till 9 anställda. Undercity Recordings lades ned någon gång runt 2014.

## Ett urval av artister och band som spelat in i studion
- Yellowcard
- Jurassic 5
- Chase Pagan
- Puya
- Silent Civilian
- System of a Down
- Scars on Broadway
- New Dead Radio
- A Heartwell Ending
- Fear Factory
- Asesino
- Junkie XL
- Amen
- Jodeci
- DJ Quik
- AMG
- Hometown Heroes
- Medication
- Bleed the Dream
- Juliette Lewis
- Otep
- A Dying Dream
- Dredg
- Bleed the Sky
- Bad Acid Trip
- Gordon
- Tesla
- Warrant
- Deep Purple
- Vanilla Fudge
- Bobby Caldwell